# Gotha (1907)
Pour les articles homonymes, voir Gotha.
Le Gotha est un navire de charge et à passagers, le premier navire de la classe du même nom.

## Histoire
En 1907, la Norddeutscher Lloyd demande à la Bremer Vulkan de nouveaux navires de charge et à passagers avec des cabines pour ceux de deuxième classe et un large entrepont pour les émigrants pour ses transports vers l'Amérique du Sud. Ils doivent remplacer ceux de la classe Städte qui font la liaison vers le Río de la Plata.
En 1912, la NDL, qui a deux sister-ships, décide de moderniser et d'agrandir les cabines des navires de la classe. Deux auront 65 cabines de deuxième classe, les deux autres 50. Ils servent encore l'Amérique du Sud en compagnie des navires de la classe Sierra ; en conséquence, deux navires de la classe Gotha peuvent desservir d'autres lignes. Le Gotha va ailleurs en 1913 puis dessert de nouveau le Brésil en 1914.
Lorsque la Première Guerre mondiale commence, le Gotha se trouve à Buenos Aires. Il part soutenir l'escadre d'Extrême-Orient. Le 20 février 1915, commandé par la capitaine Hillmann, il quitte Montevideo avec 3 000 t de charbon et des pièces de rechange en direction du croiseur Dresden qui n'a pas coulé dans la bataille des Falklands. Il ne parvient pas à le rejoindre le 5 mars dans l'océan Pacifique ; le croiseur coulera une dizaine de jours plus tard. Le Gotha est interné le 20 mars 1915 à Valparaíso.
Après la fin de la guerre, le Gotha revient en Allemagne le 13 juillet 1920. Il ne fait pas partie de l'accord du Columbus et reste dans la NDL.
Le Gotha est réparé en 1921 et repart en Amérique du Sud avec 60 places de deuxième classe. Il complète la desserte assurée alors par le Seydlitz. De nouveaux navires entrent en service : le Köln et le Crefeld en 1922, le Werra et le Weser (de la deuxième classe Sierra).
Fin mai 1925, le Gotha est le premier navire allemand à aller en Australie depuis la guerre. Au lieu des trente passagers prévus, il n'en a que six à cause des difficultés d'admission à l'entrée. Il s'est arrêté en Afrique du Sud puis revient en Europe par le canal de Suez. Les deux autres voyages se font avec la présence de voyageurs clandestins. La prise en charge d'émigrants est réglée à l'automne 1926 lorsque le Crefeld est affecté pour l'Australie. En mai 1927, le Gotha fait son dernier voyage en Australie et revient en Amérique du Sud.
À la fin de sa carrière, le navire va à l'automne 1931 va à La Havane et à Galveston après Veracruz et Tampico. Il est retiré en avril 1932 et démoli en 1933.

## Source de la traduction
- (de) Cet article est partiellement ou en totalité issu de l’article de Wikipédia en allemand intitulé « Gotha (Schiff, 1907) » (voir la liste des auteurs).